# Pont de Queralt
El Pont de Queralt, de Sant Francesc o de la Calla és una infraestructura romànica a Vic (Osona). Aquest pont sobre el riu Mèder és el més antic i el més notable dels ponts vigatans. Va construir-se avançat el segle xi i està situat enfront de l'antic portal de Queralt de les muralles de Vic, en el camí que seguia la via romana de Vic a Barcelona. Està format per quatre arcs de mig punt de diferents dimensions. Sobre pilars, amb tallamars adossats. Per tal d'alleugerir el pes de l'estructura, hi ha també tres arcs de mig punt oberts entre les arcades. Al llarg dels segles ha sofert múltiples restauracions, l'última de les quals va ser realitzada després de la voladura del final de la guerra civil de la part més propera a la muralla.